# Carmen Llorca
Carmen Llorca Villaplana (Alcoy, 29 de noviembre de 1921 – Madrid, 29 de junio de 1998) fue una historiadora, escritora y política española, una de las primeras mujeres españolas que desde sectores intelectuales conservadores comenzó a tener una intervención activa en la vida pública. En 1974 fue la primera mujer que presidió el Ateneo de Madrid. En 1982, durante la II Legislatura, ocupó un escaño en el Congreso de Diputados por Alianza Popular y en 1987 en el Parlamento Europeo.

## Biografía
Pertenecía a una familia de industriales valencianos. Estudió bachillerato en su ciudad natal y posteriormente estudió Filosofía y Letras en la Universidad Complutense de Madrid, se licenció en Historia Moderna y en Historia de América, doctorándose con premio extraordinario con la tesis El mariscal Bazaine en Madrid (1948).
Ejerció como profesora de Historia Universal Contemporánea en la Universidad Complutense y en la Escuela Oficial de Periodismo de Madrid. Dedicó buena parte de sus esfuerzos a la investigación histórica con obras como ¿Europa en decadencia?; Emilio Castelar, precursor de la democracia cristiana; Isabel II y su tiempo o Los discursos de la Corona en las Cortes. Además de sus ensayos, centrados sobre todo en la historia del siglo XIX, publicó excepcionalmente novelas, como El sistema (1970) o Diario de un viaje a la China de Mao (1980). En 1980 publicó el libro Llamadme Evita (Planeta) una biografía novelada, el primer libro en España sobre la figura de Eva Perón.
Desde abril de 1974 hasta noviembre de 1975 fue la primera mujer que presidió el Ateneo de Madrid.
Como funcionaria, fue técnica de información del Estado, del Ministerio de Información y Turismo y ejerció como directora de la Oficina de Turismo en Milán y vicesecretaria de la Junta Central de Información, Turismo y Educación Popular. En 1975, fue delegada nacional de cultura en la Secretaría General del Movimiento, cargo en el que cesó con la disolución de éste en abril de 1977.
Llorca formó parte de la Fundación Cánovas del Castillo, al tiempo que hacía crítica literaria en Radio Nacional de España y en los diarios Ya y Pueblo.

### Organización de Mujeres Independientes
A finales de 1976 se creó la Organización de Mujeres Independientes, una asociación presidida por la propia Carmen Llorca. En aquel momento era Delegada de Cultura del Ministerio de Información y Turismo y había sido destacada miembro de la Sección Femenina. En enero de 1977, en el acto de presentación explicaron que estaba formada por unas mil trescientas mujeres y solo llevaba un mes funcionando y que su objetivo era crear asesorías en centros urbanos y rurales y "prestar todo tipo de ayuda a las mujeres". La crónica, publicada en Diario 16 titulaba "Carmen Llorca presenta su grupo feminista" y narraba como durante la presentación, en una pregunta dirigida a Carmen Llorca respecto a cuál era, en su opinión, el sistema político más adecuado para lograr la liberación de la mujer, respondió que todos tos sistemas políticos eran adecuados para conseguir las reivindicaciones de las mujeres".Y a continuación, dijo que "durante la República solo había una mujer ministro, en Rusia ninguna y en China, la esposa de Mao era perseguida». Sus fines, decían, no tenían "de momento" matiz político y aspiraban a ser un punto de convergencia con otras asociaciones bajo la consigna de "Luchar por la mujer, no sólo por la igualdad jurídica, sino por su promoción en el orden social".
El movimiento feminista consideró que la organización liderada por Llorca era "la réplica más coherente a la rebelión feminista de la transición".

### Trayectoria política
Con el proceso de disolución del franquismo y el inicio de la transición democrática, Llorca —que había sido cercana colaboradora de Manuel Fraga Iribarne durante años— se integró en los proyectos políticos apadrinados por el político gallego, primero en Alianza Popular, más tarde en Coalición Democrática y finalmente en el Partido Popular. Se contó entre las escasas mujeres que desempeñó cargos directivos en las filas de Alianza Popular.
En las elecciones generales de 1977 fue candidata al Senado en las filas de Alianza Popular por la circunscripción de Alicante, sin resultar elegida. En representación de esta formación conservadora —integrada por entonces en Coalición Democrática— en 1980 perteneció al Consejo de RTVE.
En las eleccions generales de 1982 resultó elegida diputada por Madrid y desde ese año hasta 1986 presidió la Comisión de Control Parlamentario sobre RTVE del Congreso de los Diputados.
En 1986 Llorca fue elegida diputada en el Parlamento Europeo y mantuvo el escaño hasta 1994. Fue vicepresidenta del Grupo Popular Europeo y de la Comisión de Derechos de la Mujer de aquella cámara de 1989 a 1994.
Falleció en Madrid el 29 de junio de 1998.

## Condecoraciones
Fue condecorada con la Orden de las Artes y las Letras de Francia y con la Orden de Alfonso X el Sabio.

## Obra
- ¿Europa en la decadencia? (1949)
- Isabel II y su tiempo (1956)
- Emilio Castelar, precursor de la democracia cristiana (1966)
- Discursos políticos de Castelar (1968)
- El Sistema (1970)
- La mujer en la historia (1976)
- Las Cortes como representación (1976)
- Las mujeres de los dictadores (1978)
- Llamadme Evita (1980)
- Del aperturismo al cambio: mi testimonio (1986)